# Transformers: Ära des Untergangs
Transformers: Ära des Untergangs (Originaltitel: Transformers: Age of Extinction) ist ein US-amerikanischer Science-Fiction-Film aus dem Jahr 2014 und die Fortsetzung zu Transformers 3 aus dem Jahr 2011. Im Jahr 2017 ist mit Transformers: The Last Knight ein weiterer Teil der Reihe erschienen. Der Film startete am 17. Juli 2014 in den deutschen Kinos.

## Handlung
Cade Yeager ist ein Ingenieur, der sich als wenig erfolgreicher Erfinder in seiner Scheune in Texas selbstständig gemacht hat. Er steht kurz vor der Pleite und lässt sich Materialien für seine Erfindungen von seinem Mitarbeiter Lucas, der schon lange kein Gehalt mehr erhalten hat, bezahlen. In seinem Haus wohnt zudem seine Tochter Tessa, die er von allen für Jugendliche normalen Aktivitäten fernzuhalten versucht.
Zusammen mit Lucas besucht er eines Tages ein altes Kino, wo er hofft, günstig Materialien und Gegenstände zu bekommen, die er dann reparieren und verkaufen kann. Dort findet er einen alten Truck, den er mit Lucas’ Geld für 150 US-Dollar kauft und zu seiner Scheune bringt.
Unterdessen sieht man eine Spezialeinheit der CIA, die zusammen mit einem Transformer namens Lockdown gnadenlos Jagd auf Decepticons und Autobots macht. Viele Autobots, die den Menschen vorher geholfen hatten, sind dabei inzwischen vernichtet und abtransportiert worden. Lockdown selber spricht von einer Abmachung mit den Menschen, die erfüllt werden müsse. Weder der Chef der CIA noch die Regierung wissen aber von dieser Vernichtung der Autobots.
Fünf Jahre nach den Geschehnissen in Chicago (→ Transformers 3) wird von der Regierung eine Prämie von 25.000 Dollar für jeden toten und 100.000 Dollar für jeden lebendigen Alien an den Tippgeber bezahlt.
Cade bemerkt bei der Reparatur des LKW, dass es sich um einen Transformer handelt, und ruft Lucas und Tessa zu sich. Beide fordern verängstigt, die Regierung zu informieren, um mit dem Geld die Schulden zu bezahlen. Cade kann sie allerdings davon überzeugen, zuerst etwas mit dem Transformer, der anscheinend nicht mehr lebensfähig ist, zu experimentieren, um diese Erkenntnisse in seine Erfindungen einzubringen. Als er jedoch beginnen möchte, wird der Transformer aktiv und entpuppt sich als Optimus Prime. Cade schickt Lucas zum Baumarkt, der aber während seiner Abwesenheit die Regierung anruft, welche kurze Zeit später Beauftragte auf den Hof schickt. Jetzt wird klar, dass Lockdown es vor allem auf Optimus abgesehen hat. Die Hausdurchsuchung der CIA endet ergebnislos, jedoch kurz vor dem Abmarsch verrät sich Cade, indem er sagt: „Der LKW hatte Verletzungen.“ Die CIA merkt nun, dass Optimus doch vor Ort sein muss. Um an die Information über den Aufenthaltsort zu kommen, drohen sie Cade mit der Erschießung seiner Tochter. Als Cade selbst dann nicht den Standort preisgibt, offenbart sich der noch stark geschwächte Optimus Prime selbst, und es beginnt eine längere Verfolgungsjagd. Bei dieser Flucht lernt Cade Shane Dyson kennen, den Freund seiner Tochter, der als Rennfahrer sowohl Cade als auch Tessa und Lucas rettet. Allerdings stirbt Letzterer kurz nach Zerstörung des Fluchtwagens. Im Laufe des Films entwickeln sich verschiedene Dialoge, in denen Cade seinen Missmut über die heimliche Beziehung seiner Tochter zu Shane deutlich macht.
Nun sind sie auf der Flucht vor der Regierung. Cade schafft es, eine der CIA-Drohnen zu hacken. Dadurch bekommt er Zugriff auf Bilder vergangener Operationen, die sich primär gegen die Autobots richteten. Optimus ruft nun seine verbliebenen Autobots zusammen, welche allerdings untereinander Streitigkeiten haben. Diese legen sich aber schnell, und ein gemeinsamer Feind, nämlich der Mensch, der für die Vernichtung der Autobots verantwortlich ist, wird ausgemacht.
Durch die Informationen in der Drohne tritt zudem das Unternehmen KSI auf den Plan. In seine Forschungslabore werden die Überreste der Autobots gebracht und eingeschmolzen. Die Gruppe um Cade und Optimus infiltriert das Labor und findet heraus, dass KSI eigene Transformers bauen kann. Die Forschung hierfür hat der Milliardär Joshua Joyce maßgeblich beeinflusst. Er ist zudem Geschäftsführer und vermittelt den Eindruck eines skrupellosen Geschäftsmannes. Für seine Entwicklung benötigt er ein bestimmtes Metall (er nennt es Transformium), welches auf der Erde nicht existiert. Für seine Forschungen schmilzt er daher andere Transformers ein.
Als die Autobots sich weiter provoziert fühlen, greifen sie das Forschungslabor an. Joyce aktiviert daraufhin seine Prototypen, einer nach der Vorlage von Bumblebee, der andere nach Optimus (genannt Galvatron). Letzterer sieht allerdings Megatron wesentlich ähnlicher, was Joyce schier zur Verzweiflung bringt. Als in dem dann aufkommenden Kampf die Autobots gegen die beiden Prototypen kämpfen, greift Lockdown ein und nimmt Optimus Prime gefangen, wobei auch Tessa mit in das Raumschiff von Lockdown gerät, da sie sich in einem Auto versteckt hat, auf dem liegend Optimus gefangen worden ist. Galvatron zieht sich daraufhin zurück und Lockdown bringt Optimus Prime mit den Worten „deine Erschaffer wollen dich zurück“ in seine Trophäensammlung, ein mit diversen Kreaturen gefülltes Gefängnis. Die Menschen haben dadurch ihren Part des Deals mit Lockdown erfüllt, woraufhin der CIA „die Saat“ übergeben wird.
Die verbliebenen Autobots, Cade und Shane betreten ebenfalls das Schiff. Sie schaffen es, sowohl Tessa zu finden als auch Optimus aus seinem Gefängnis zu befreien. Glücklicherweise liegt das Gefängnis in einem eigenen Raumschiff, welches sich von dem Hauptschiff abkapseln kann. Dadurch gelingt den Autobots die Flucht, und Lockdown merkt erst im Weltall, dass Optimus fliehen konnte.
Am gemeinsamen Treffpunkt berichtet Optimus Cade, dass er im Kampf mit dem Prototyp die Präsenz Megatrons gespürt habe. Zu aller Verwunderung erzählt Brains, dass KSI Megatrons Gehirn für tot gehalten hatte, was allerdings nicht der Fall war. Brains übersetzte für KSI die Daten aus Megatrons Gehirn, weshalb Galvatron nach Megatrons Willen gebaut wurde und dementsprechend ihm ähnlicher sah als Optimus. Er infizierte alle Prototypen mit Hilfe der „Chromosomen“ aus seinem Kopf, weshalb sie auch seinem Willen unterliegen. Es stellt sich heraus, dass Megatron/Galvatron die Saat in der größten Stadt aktivieren will, um die Erde wie zur Zeit der Dinosaurier zu cyberformieren. Cade warnt Joyce per Anruf vor Galvatron, während Joyce KSI inklusive der Prototypen nach China verlegt, wohin sich Cade und die Autobots mithilfe ihres Raumschiffs ebenfalls auf den Weg machen. Dort angekommen finden verschiedene Verfolgungsjagden statt, bei denen auch James Savoy, der ausführende Leiter der CIA-Aktionen gegen die Autobots, stirbt. Bumblebee, Hound und Cade (mit einer auf dem Raumschiff gestohlenen Alienwaffe) versuchen Tessa, Shane und Joshua zu beschützen. Vor allem Joshua hat sich mittlerweile gewandelt und hat durch den Hinweis von Cade bemerkt, dass hinter Galvatron eigentlich die Gedanken und die Seele von Megatron stecken. Da KSI mittlerweile aber 50 neuartige und verbesserte Transformers erschaffen hat und diese unter der Kontrolle von Galvatron stehen, sind die Erfolgsaussichten der Autobots sehr gering. Optimus Prime begibt sich daraufhin zum Gefängnisschiff, befreit einige Dinobots und überzeugt diese von seinen Führerqualitäten. Unter der Voraussetzung, dass diese nach gewonnener Schlacht freigelassen werden, schließen sie sich den Autobots an. Der Kampf mit den KSI-Transformers kann daraufhin gewonnen werden, Galvatron bzw. Megatron ist allerdings zu diesem Zeitpunkt schon verschwunden und verspricht Optimus, dass sie sich an einem anderen Tag wiedersehen würden, da er jetzt wiedergeboren ist.
Lockdown kommt derweil zurück zur Erde. Sein Raumschiff hat einen riesigen Magneten, mit dem er alles Metall anzieht und wieder auf die Erde fallen lässt – vornehmlich auf die Menschen. Als er versucht, auch Optimus hochzuziehen, schießt dieser auf den Magneten und zerstört dadurch das Raumschiff. Im Kampf ist Lockdown gerade im Begriff, Optimus zu töten, als Cade und seine Freunde auftauchen und ihm helfen, sich an Lockdown zu rächen.
Da die Saat Transformium erschafft, indem sie andere Materie umwandelt, und dabei die Zerstörungskraft einer taktischen Kernwaffe freisetzt, will Optimus diese im All verstecken. Er fliegt in den Weltraum, gibt vorher den anderen Autobots aber noch den Befehl, Cade und seine Familie zu beschützen. Optimus begibt sich überdies auf die Suche nach seinen Schöpfern. Cade akzeptiert abschließend die Beziehung seiner Tochter Tessa zu Shane.

## Hintergrund
Die Dreharbeiten erfolgten mit gerade neu erschienenen, kompakteren IMAX-3D-Kameras und begannen am 28. Mai 2013 in Utah und wurden in Hongkong und zuletzt in China weitergeführt. Dabei wurden zahlreiche Einstellungen, die in Hongkong spielen, in Detroit gedreht und Chicago wurde als Ersatz für eine Stadt in der Volksrepublik China genommen.
Die Besetzung enthält vier Transformer, die bisher selten im Franchise erschienen sind: Drift, ein sehr vernünftiger Autobot, der sich in einen blauen Bugatti Veyron transformiert; sein Partner und Gegenteil Crosshair in Form einer grünen Corvette Stingray; Hound, ein Autobot, der den Posten des technischen Spezialisten einnimmt und außerdem der Antagonist des Films: Lockdown, der sich in einen anthrazit-grauen Lamborghini Aventador verwandeln kann. Außerdem wurden dem Film die sogenannten Dinobots, darunter der Dinobot Grimlock, hinzugefügt.

### Finanzieller Erfolg
Das Budget des Films betrug 210 Millionen US-Dollar. Am Startwochenende in den Vereinigten Staaten spielte er mehr als 100 Millionen US-Dollar ein. In China lagen die Einnahmen bei rund 90 Millionen US-Dollar, was den Film zur bislang erfolgreichsten Produktion aus der westlichen Welt macht.
Bis zum 16. November 2014 spielte Transformers: Ära des Untergangs weltweit etwa 1,087 Milliarden US-Dollar ein. Damit erreichte er den ersten Platz der Kinocharts des Jahres 2014 und belegt derzeit Platz 36 (Stand: 31. Dezember 2024) der weltweit erfolgreichsten Filme aller Zeiten.

## Synchronisation
Die deutsche Synchronisation des Films übernahm abermals die Interopa Film GmbH aus Berlin. Das Dialogbuch stammt diesmal von Tobias Neumann, während Tobias Meister zusammen mit Stefan Fredrich die Dialogregie übernahm.

### Menschen
| Rolle            | Schauspieler   | Deutscher Synchronsprecher |
| ---------------- | -------------- | -------------------------- |
| Cade Yeager      | Mark Wahlberg  | Oliver Mink                |
| Tessa Yeager     | Nicola Peltz   | Giovanna Winterfeldt       |
| Shane Dyson      | Jack Reynor    | Tobias Nath                |
| Joshua Joyce     | Stanley Tucci  | Lutz Mackensy              |
| Harold Attinger  | Kelsey Grammer | Ronald Nitschke            |
| James Savoy      | Titus Welliver | Erich Räuker               |
| Darcy Tirrel     | Sophia Myles   | Melanie Hinze              |
| Lucas Flannery   | T. J. Miller   | Tommy Morgenstern          |
| Gill Wembley     | James Bachman  | Peter Lontzek              |
| Theater Landlord | Richard Riehle | Hans Teuscher              |

### Transformer
| Rolle         | Originalsprecher | Deutscher Sprecher   |
| ------------- | ---------------- | -------------------- |
| Optimus Prime | Peter Cullen     | Reiner Schöne        |
| Crosshairs    | John DiMaggio    | Marco Kröger         |
| Drift         | Ken Watanabe     | Fang Yu              |
| Hound         | John Goodman     | Klaus Sonnenschein   |
| Lockdown      | Mark Ryan        | Klaus-Dieter Klebsch |
| Brains        | Reno Wilson      | Tilo Schmitz         |
| Galvatron     | Frank Welker     | Milton Welsh         |
| Ratchet       | Robert Foxworth  | Jan Spitzer          |

## Kritiken
Die Frankfurter Allgemeine Sonntagszeitung vom 13. Juli 2014 „verreißt“ den Film und schreibt:
„Statt einer guten Geschichte und psychologisch plausiblen Figuren läuft es auf ein sinnfreies Hau-drauf-Spektakel hinaus. […] Bereits nach einer halben Stunde hat der Film seine maximale Spannungshöhe erreicht. Von da an wird nur noch geballert. […] Schleichwerbung, die dem Zuschauer in fast jeder Szene untergejubelt wird.“
David Steinitz bei der Sueddeutsche.de urteilt ähnlich: „Der vierte Teil der ‚Transformers‘-Reihe besteht hauptsächlich aus Geschrei und einigen Sonnenuntergängen in Texas. Der Film ist ein Musterbeispiel dafür, wie sich Hollywood die Zukunft des Kinos vorstellt. […] Ein Film, als würde einem jemand drei Stunden am Stück ins Gesicht schreien, während man im Kreis geschubst wird.“
Bei der Berliner Zeitung versucht Christian Schlüter etwas Positives zu sehen und schreibt: „Das epochal Neue bei der ‚Transformers‘-Serie besteht darin, dass sie Maschine und Mensch in einer Idealsynthese vereint, die deswegen ideal zu nennen ist, weil sie sich in und mit dem alltäglichsten, meist verehrten und begehrten Glaubensartikel vollzieht: dem Auto. Als blecherner Affektkäfig ist es ein einziges schreiendes ‚Alles wird gut‘, ein unangefochtenes Wohlstandversprechen. “
Die Kritiker bei cinema äußern sich über die technische Umsetzung anerkennend und meinen, dass: „Michael Bay [den Film] als grandios getrickstes Action-Showreel“ inszeniert hat. Er bewertet die Handlung selbst auch recht kritisch, denn: „Anders als in den Vorgängerfilmen entsteht zwischen den humanoiden und extraterrestrischen Helden jedoch keine richtige emotionale Verbindung. Und das ist bedauerlich, da Wahlberg & Co. lebensechte Figuren geschaffen haben, deren Unterhaltungspotenzial auch in Bays pathetischem Werbeästhetiklook verloren geht. Leider gilt dies auch für den von Fans herbeigesehnten Auftritt der Dinobots, die Optimus gen Ende als neue Verbündete rekrutiert. Grimlock und die anderen prähistorischen Robomonster erscheinen nicht als eigenständige Charaktere, sondern als bloße Erfüllungsgehilfen. Und damit ist ihr Eingreifen in die finale Materialschlacht nur der Overkill des Overkills.“ Am Ende ist das Werk leider nur ein „bombastisches Popcornkino-Trickspektakel, das die Chance auf einen kultigen ‚Transformers‘-Neustart verspielt“.
Jan Kahlert von Focus online schreibt: „Regisseur Michael Bay wollte in ‚Transformers – Ära des Untergangs‘ die drei Vorgänger-Streifen in allen Bereichen übertreffen. Das ist ihm teilweise gelungen, aber vor allem in Sachen Filmlänge. Ansonsten gibt es wenig Überraschungen – was nicht unbedingt schlecht ist. […] Fazit: Wo Michael Bay draufsteht, ist auch Michael Bay drin, mit allen Risiken und Nebenwirkungen. Er bleibt seiner ‚Transformers‘-Linie treu und würzt das Ganze noch mit einem Schuss ‚Fast & Furious‘, schließlich ist Tessas Freund Rallye-Fahrer. Wie praktisch. Die Dinobots sorgen für den Hauch ‚Jurassic Park‘ im finalen Kampf. Dennoch: Selbst hartgesottenen Fans dürfte es bei 167 Minuten Laufzeit streckenweise langweilig werden.“

## Auszeichnungen

### Goldene Himbeeren
- Michael Bay erhielt für seine Regiearbeit die Goldene Himbeere in der Kategorie „schlechteste Regie“.
- Kelsey Grammer erhielt für seine Schauspielarbeit die Goldene Himbeere in der Kategorie „schlechtester Nebendarsteller“
- Nominierung für den schlechtesten Film
- Nominierung für die schlechteste Nebendarstellerin: Nicola Peltz
- Nominierung für das schlechteste Drehbuch: Ehren Kruger
- Nominierung für die schlechteste Fortsetzung
- Nominierung für das schlechteste Leinwandpaar: Jegliche Kombination aus Schauspielern, Robotern oder schauspielernden Robotern